# Attacobius attarum
Attacobius attarum är en spindelart som först beskrevs av Roewer 1935.  Attacobius attarum ingår i släktet Attacobius och familjen flinkspindlar. Inga underarter finns listade.